# Pero albomacularia
Pero albomacularia är en fjärilsart som beskrevs av H. Edwards 1882. Pero albomacularia ingår i släktet Pero och familjen mätare. Inga underarter finns listade i Catalogue of Life.